# Asteropteroninae
Asteropteroninae is een onderfamilie van kreeftachtigen uit de klasse van de Ostracoda (mosselkreeftjes).

## Geslachten
- Actinoseta Kornicker, 1958
- Asteropteron Skogsberg, 1920
- Asteropterygion Kornicker, 1981
- Microasteropteron Poulsen, 1965
- Omegasterope Kornicker, 1981
- Pteromeniscus Kornicker, 1981